# Isle-Saint-Georges
Isle-Saint-Georges là một xã trong tỉnh Gironde, thuộc vùng Nouvelle-Aquitaine của nước Pháp, có dân số là 522 người (thời điểm 1999). Trong khi Isle-Saint-Georges trong năm 1962 còn có trên 368 dân cư thì 1999 đã có dân số là 522 người. Isle-Saint-Georges là một nơi trồng nho trong vùng trồng nho Graves.